# Коженквиці
Коженквиці (пол. Korzękwice, нім. Korkwitz) — село в Польщі, у гміні Пакославиці Ниського повіту Опольського воєводства.
Населення — 136 осіб (2011).

## Демографія
Демографічна структура станом на 31 березня 2011 року:
|          | Загалом | Допрацездатний вік | Працездатний вік | Постпрацездатний вік |
| -------- | ------- | ------------------ | ---------------- | -------------------- |
| Чоловіки | 65      | 16                 | 45               | 4                    |
| Жінки    | 71      | 21                 | 37               | 13                   |
| Разом    | 136     | 37                 | 82               | 17                   |